# Funny Girl (dal)
A Funny Girl Laura Rizzotto lett-brazil énekes dala. Digitálisan letölthető formátumban 2017. december 6-án vált elérhetővé. Ez a dal képviselte Lettországot Portugália fővárosában, Lisszabonban a 2018-as Eurovíziós Dalfesztiválon.

## Eurovíziós Dalfesztivál
2017 decemberben bejelentették, hogy Rizzotto is résztvevője lesz a Supernova 2018, lett eurovíziós nemzeti előválogató versenynek, ahol a Funny Girl című számot fogja előadni. Miután az online és élő meghallgatáson is továbbjutott a dal, bekerült a televízióban is elhangzó produkciók közé. Rizzotto a harmadik elődöntőben szerepelt február 17-én, és egyike lett annak a két előadónak, akik a február 24-i döntőbe továbbjutottak. Február 24-én ezt a dalt nyerte meg a válogatóműsort.
A dalt ezután Portugáliában, Lisszabonban 2018. május 10-én, a második elődöntőben adta elő, azonban innen nem jutott tovább az Eurovíziós Dalfesztivál döntőjébe.

## Számlista
| 1. | Funny Girl | 3:03 |

## Kiadási történet
| Régió     | Dátum             | Formátum               | Kiadó     |
| --------- | ----------------- | ---------------------- | --------- |
| Különböző | 2017. december 6. | digitálisan letölthető | Független |